# Frontera entre Lituania y Polonia
La frontera entre Lituania y Polonia se extiende a lo largo de 104 kilómetros desde el punto triple entre Lituania, Polonia y Rusia (exclave de Kaliningrado) al sureste hasta el punto triple entre Bielorrusia, Lituania y Polonia. La frontera ha tenido varias configuraciones a lo largo de la historia. La actual data de 1946, cuando se demarcó un nuevo límite entre Polonia y la RSS de Lituania (parte de la Unión Soviética). El trazado se mantuvo con la independencia de Lituania el 11 de marzo de 1990.  
Es la única frontera terrestre que los Estados bálticos comparten con el resto de miembros de la Unión Europea y de la OTAN (a través de Polonia), lindando el resto de sus fronteras terrestres con Rusia y Bielorrusia (ambos miembros de la Comunidad de Estados Independientes).
Para los planificadores militares de la OTAN, el área fronteriza se conoce como el corredor de Suwałki (que lleva el nombre de la ciudad cercana de Suwałki) porque representa un pedazo de tierra plano y difícil de defender, rodeado de territorios potencialmente hostiles. Esta visión se reflejó en un ejercicio de la OTAN de 2017 que por primera vez se centró en la defensa del corredor de un posible ataque ruso.

## Historia
Durante gran parte de la Edad Moderna, el Reino de Polonia y el Gran Ducado de Lituania estuvieron unidos bajo un monarca común en la denominada Mancomunidad de Polonia y Lituania. Este estado desapareció en 1795, engullido por las potencias vecinas. Los territorios de las actuales Lituania y Bielorrusia así como la parte oriental de Polonia pasaron así a formar parte del Imperio ruso. La región era un mosaico de etnias en el que se hablaba lituano, bielorruso, ruso, polaco y, en algunas ciudades como Vilna (capital histórica del Gran Ducado de Lituania), también alemán y yidis.Los rusos establecieron fronteras administrativas entre el Zarato de Polonia (voivodato de Augustów) y las gobernaciones predominantemente lituanas de Kovno y de Vilna.
Durante la Primera Guerra Mundial, los ejércitos alemán y ruso se enfrentaron en este territorio. La Revolución de 1917 puso fin al Imperio ruso y llevó a un armisticio con los alemanes en 1918. Los nacionalistas de Lituania y de Polonia aprovecharon para proclamar la independencia de ambas repúblicas. Durante la Conferencia de Paz de París de 1919-1920, a la que Polonia fue invitada pero no así Lituania, la delegación polaca aporto una serie de mapas etnográficos que tendían a exagerar la proporción de población de esa nacionalidad, definida como aquella que hablaba polaco.

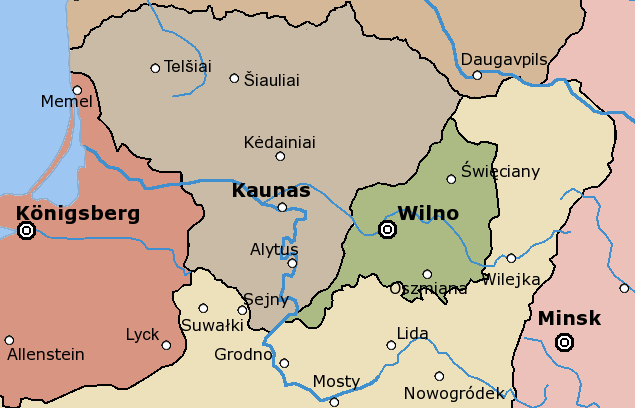
En verde la República de Lituania Central (1920-1922).

Los desacuerdos sobre el trazado de la frontera llevaron a una guerra entre Lituania y Polonia, que se desarrolló en paralelo a la guerra entre Polonia y la URSS. Las tropas polacas se apoderaron de los distritos de Suvalkai / Suwalki y Vilna y proclamaron en ellos una República de Lituania Central que no fue reconocida internacionalmente. Lituania aceptó un armisticio y trasladó su capital a Kaunas. En marzo de 1922 el parlamento de Lituania Central decidió su anexión a la República de Polonia, que pasó así a extenderse por un territorio donde la presencia histórica de la etnia polaca había sido escasa.Se configuró así una frontera polaco-lituana de 521 km de longitud. La anexión solo fue reconocida por Lituania de facto a raíz del ultimátum polaco 1938. El año siguiente, Lituania se mantuvo neutral cuando Polonia fue invadida primero por la Alemania nazi y luego por la URSS. Tras la derrota polaca, la URSS le entregó a Lituania los territorios en disputa alrededor de Vilna.El distrito de Suwalki, por el contrario, fue dividido entre Alemania (que incorporó una parte a Prusia Oriental) y la República Socialista Soviética de Bielorrusia. No había ya frontera polaco-lituana porque el estado polaco había desaparecido.
En 1940, los tres estados bálticos fueron ocupados y anexionados por la URSS, transformándose Lituania en la República Socialista Soviética de Lituania, sin cambio en sus fronteras. El año siguiente Alemania invadió la URSS y, con la ayuda de nacionalistas lituanos, ocupó Lituania hasta que fue expulsada por las tropas soviéticas en 1944-1945.
Al terminar la Segunda Guerra Mundial, la URSS modificó drásticamente las fronteras de Europa oriental. La RSS de Lituania recibió Memel y conservó Vilna mientras que el corredor de Suwalki fue entregado al nuevo estado polaco. La frontera polaco-lituana quedó así fijada en su configuración actual, con una longitud de 104 km.La independencia de Lituania el 11 de marzo de 1990 no produjo ningún cambio fronterizo.El trazado de la frontera fue confirmado por los gobiernos de ambos países en un tratado firmado en 1996. Los controles de pasaporte en la frontera se suprimieron en diciembre de 2007 al incorporarse tanto Lituania como Polonia al Área Schengen de libre circulación.

## El corredor de Suwałki
El corredor de Suwalki es una franja de territorio de 96 kilómetros en la frontera actual entre Lituania y Polonia. Toma el nombre de la cercana ciudad polaca de Suwalki. Su situación es estratégica por ser la única vía de comunicación terrestre entre los países bálticos y el resto de la Unión Europea y de la OTAN. Hacia el oeste se encuentra el exclave ruso de Kaliningrado y hacia el este Bielorrusia.
Los planificadores militares de la OTAN temen que, en caso de guerra con Rusia, el corredor de Suwalki podría ser cortado desde Kaliningrado.

## Galería

"Polonia" a principios del siglo XI separada de Lituania por los territorios del antiguo Ducado de Prusia y la Rus de Kiev.
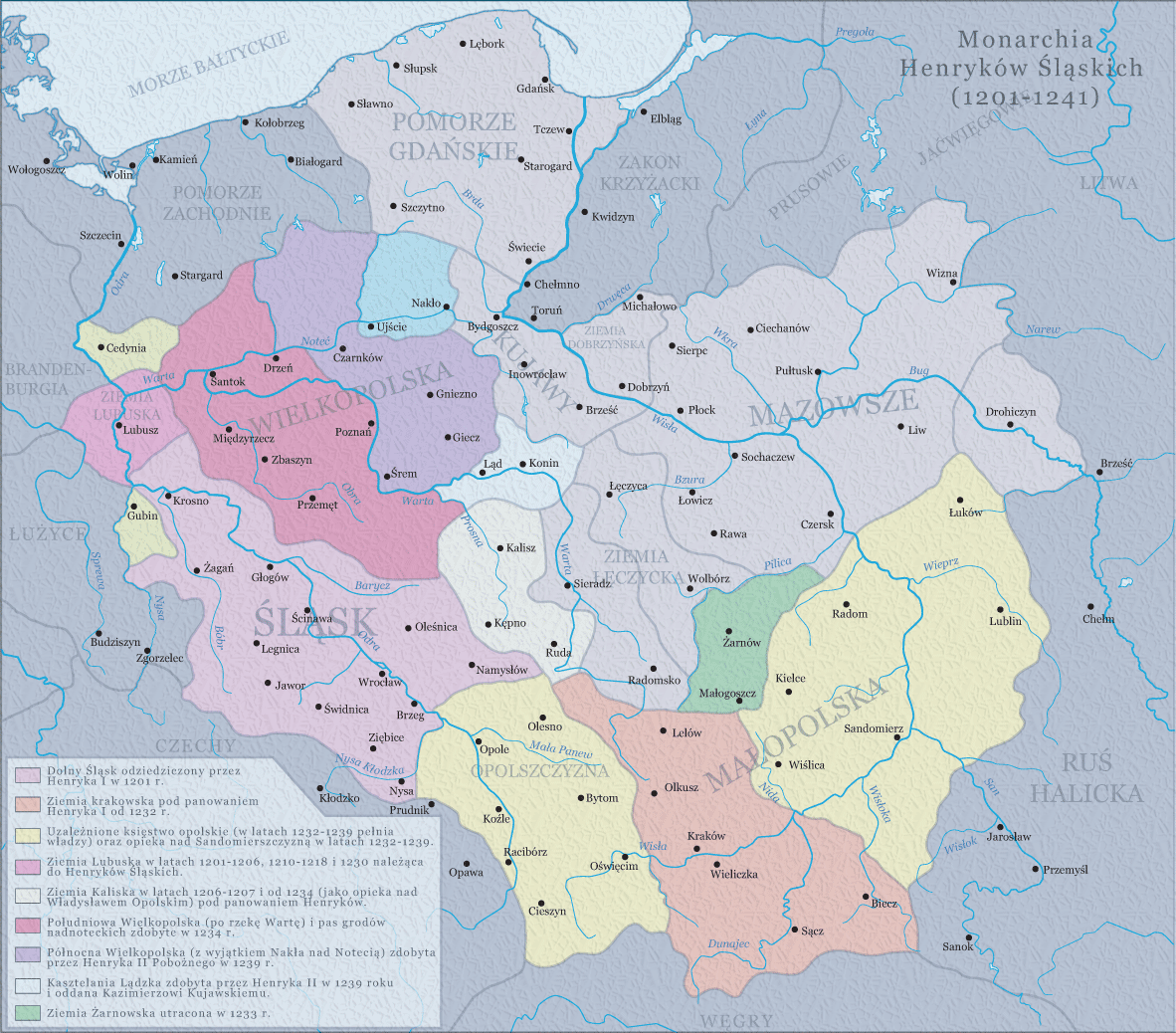
Polonia en la primera mitad del siglo XIII, con frontera entre el Ducado de Mazovia y Lituania.
Polonia alrededor de 1275 a 1300, y frontera con Lituania.
Polonia y Lituania alrededor de 1333 a 1370.
Polonia y Lituania alrededor de 1370 a 1382.
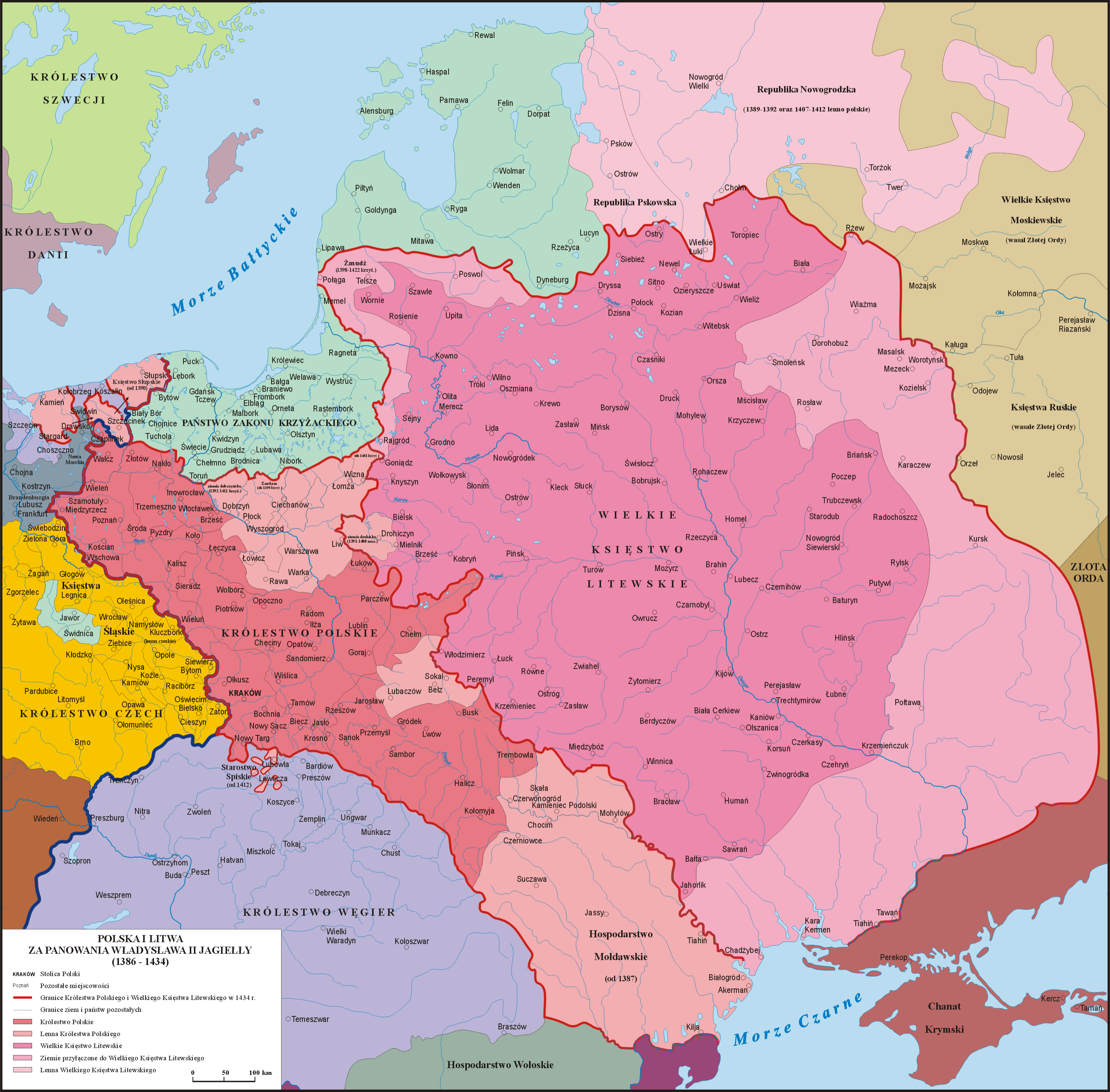
Polonia y Lituania alrededor de 1386 a 1434.
Polonia y Lituania alrededor de 1466.
Polonia y Lituania alrededor de 1526.
La Mancomunidad Polaco-Lituania a su formación en 1569. Los territorios ucranianos fueron transferidos a control administrativo de la Corona de Polonia.
Límites administrativos del Imperio ruso entre 1867 y 1914.
Frontera polaco-lituana de 1922 a 1939.

## Antiguos cruces de frontera

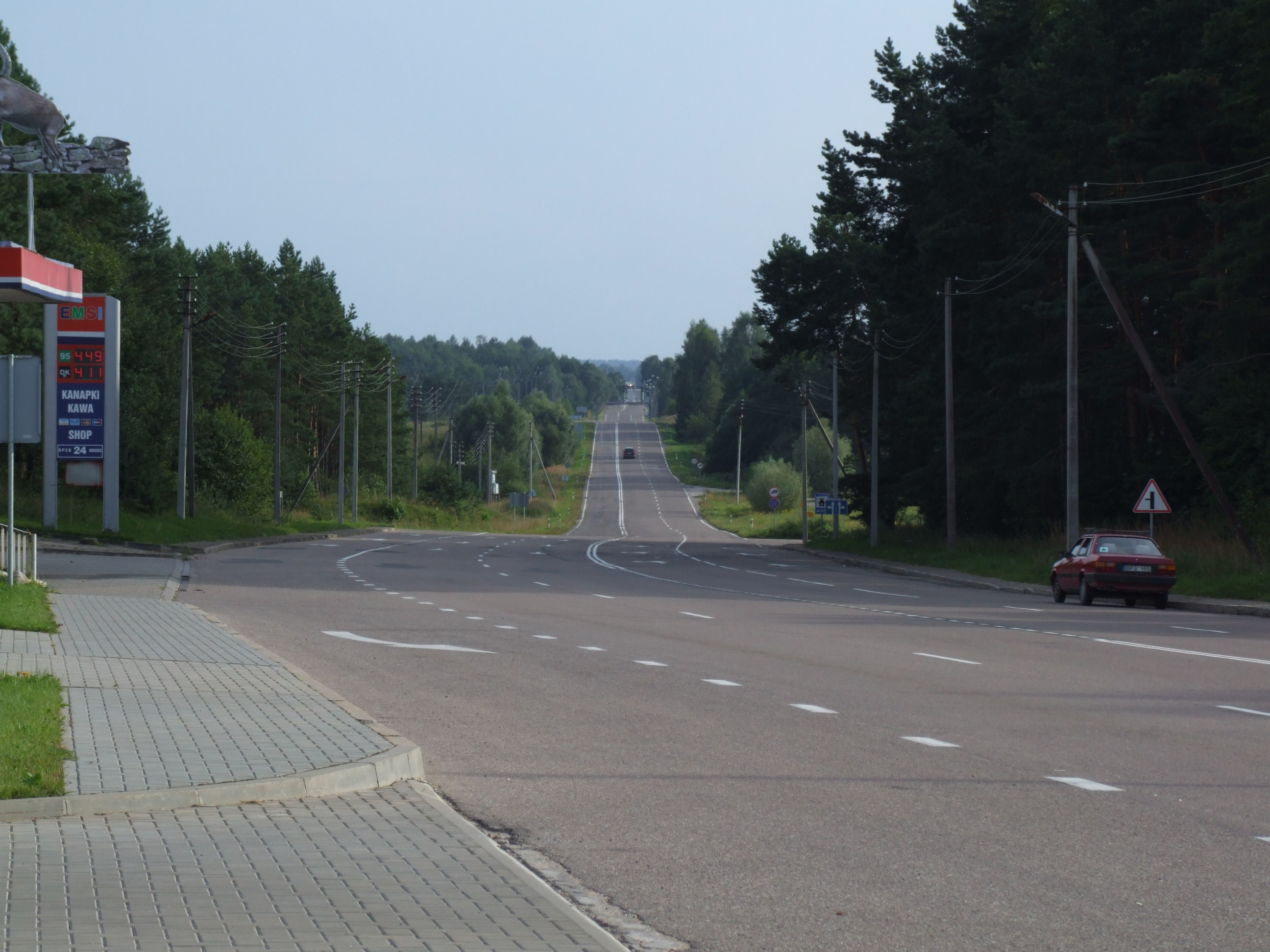
Antiguo cruce de frontera Ogrodniki-Lazdijai

En el período 1991-2007, hubo tres cruces de carretera y uno ferroviario entre Polonia y Lituania.
El 1 de mayo de 2004, cuando tanto Polonia como Lituania se unieron a la Unión Europea, esta frontera se convirtió en una frontera interna de la Unión Europea.
El 21 de diciembre de 2007, Polonia y Lituania se adhirieron al Acuerdo de Schengen. Después de esto, cruzar la frontera se hizo más fácil, ya que las fronteras internas de la UE están abiertas a todo el tráfico con poca necesidad de control. Sin embargo, todavía hay controles aduaneros y policiales ocasionales contra el contrabando de mercancías restringidas, que sin embargo afectan solo alrededor del 1% de los viajeros.
Carreteras
- Budzisko-Kalvarija
- Ogrodniki-Lazdijai
- Berżniki-Kapčiamiestis

Raíl
- Trakiszki-Šeštokai